# Primera colonización griega

La distribución geográfica de los dialectos griegos a finales de la primera colonización.

La primera colonización griega fue realizada por una población de emigrantes en medio de los desplazamientos y la reconstrucción que ocurrieron en Grecia desde mediados del siglo XI al final del siglo IX a. C. (la Edad Oscura griega). Estos movimientos resultaron en la colonización de las islas Egeas, Chipre, Creta y la costa occidental de Anatolia, y en la fundación de nuevas ciudades que más tarde se convertirían en centros de la civilización griega. La colonización constó de olas consecutivas de agrupaciones tribales conocidas como colonizaciones eolias, jonias, dorias y aqueas (arcadias). Estos movimientos difirieron de los de la segunda colonización griega en el hecho de que eran movimientos más ad hoc en lugar del resultado de un proceso planificado de colonización por parte de la ciudad de origen, y están menos documentados históricamente, en ocasiones con líderes mitológicos o semilegendarios como Hércules u Orestes registrados como líderes de los colonos.

## Movimientos en tierra griegos

### El establecimiento de los dorios en Grecia Central
A lo largo del siglo XIII a. C. los dorios con toda probabilidad se trasladaron de las regiones de Epiro y el sur de Macedonia hacia el sur y ejercieron un fuerte control sobre el área de Grecia Central, con su centro de poder en Dórida. Los dorios, que desplazaron a los anteriores habitantes del sur de Grecia, conocían la forja del hierro y se convirtieron rápidamente en un gran poder en las colinas de Grecia Central, desde las que más tarde se habrían expandido por necesidad hacia el sur en las regiones que estuvieron habitadas en tiempos históricos por los etolios y los locrios. Al adquirir la región, desplazaron a los habitantes previos, los dríopes, que huyeron a Eubea, a las islas Cícladas y al sur de Argólida. En Eubea establecieron un estado, con capital en Caristo mientras que en el sur de Argólida fundaron las ciudades de Hermíone, Ásine, Heiones y Mases. Este movimiento fue el primero masivo en el sur de Grecia en el paso de la Edad del Bronce a la Edad del Hierro.

### La invasión doria del Peloponeso

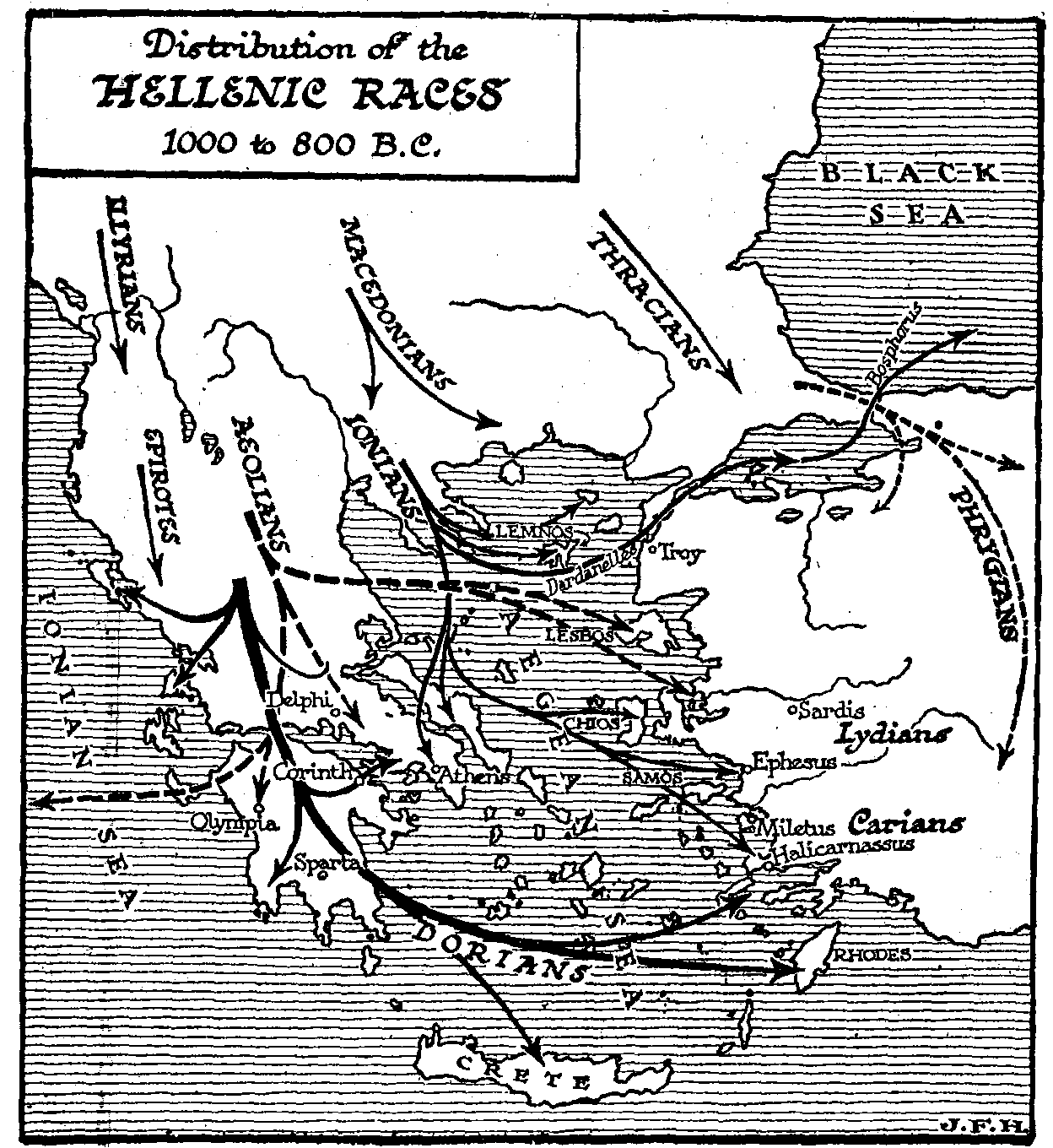
Diagrama hipotético de los movimientos de población en Grecia.

Tras su consolidación en la región los dorios organizaron una campaña contra los ricos y poderosos reyes de Acaya en el Peloponeso. Estuvieron acompañados en la campaña por dos tribus vecinas, los etolios y los beocios, que o bien combatieron junto con los dorios o bien se encontraban bajo su autoridad en ese periodo. A mediados del siglo XII a. C., los dorios atacaron el Peloponeso, cruzando el estrecho de Rion con su flota. De acuerdo a la tradición cruzaron al Peloponeso por el estrecho de Rion-Antirion, y de esa llegada (de naus, «barco») tomó su nombre la ciudad de Naupacto (pronunciación moderna Nafpaktos).
Tras cruzar al Peloponeso, los dorios se dividieron en cuatro grupos y cada uno de ellos capturó uno de los principales reinos aqueos. Un grupo liderado por Cresfontes se trasladó a Mesenia y capturó el reino de Pilos. Un segundo grupo liderado por Aristodemo se trasladó a Laconia y se estableció en Esparta, mientras que un tercero liderado por Témenos tomó Argos y Micenas. Se calcula que la destrucción de Micenas por la invasión de los dorios ocurrió alrededor del 1150 a. C. Finalmente, un cuarto grupo liderado por Aletes, hijo de Hípotes, se trasladó al istmo de Corinto y tomó el área alrededor de la ciudad homónima.
El dominio de los dorios en el Peloponeso trajo consigo nuevos solevantamientos y cambios en la población. Los aqueos de Argólida emigraron hacia el norte y se establecieron en la región de Acaya. En esa región desplazaron a los jonios que la regían, y que por tanto se trasladaron al este de la región de Corinto. Primero se establecieron en Eubea desplazando a los habitantes previos, los abantes, y continuaron hacia el Egeo y la costa de Anatolia. Los jonios de Ática fueron capaces de repeler la invasión de los dorios, como se evidencia por la continuidad del reinado de Codro que pasó al arcontado (o reinado) de su hijo Medonte.

## La colonización de Anatolia y el Egeo

### Colonización eolia

Mapa de la Grecia antigua.

En el mismo periodo en el que los dorios se trasladaron al Peloponeso, otros pueblos llevaron a cabo sus propios movimientos en tierras griegas. Los tesalios, desde su región natal en la zona de Tesprotia, se trasladaron al área de Tesalia, desplazando a la tribu eolófona previa que habitaba la región. Entre estas tribus que vivieron en Tesalia antes del establecimiento de los tesalios estaban los beocios, que emigraron al sur y se establecieron en la región de Beocia. Otros pueblos de Tesalia y los anteriores habitantes de Beocia huyeron a la región del norte del Egeo tras la pérdida de sus territorios y se establecieron en primer lugar en Lesbos y Ténedos y en el Hecatonesos. Estos habitantes se llamaron más tarde eolios por el nombre de la tribu tesálica de la que habían formado parte en la migración. Los eolios colonizaron más tarde la costa opuesta de Anatolia, que se llamó Eólida. Heródoto relata la fundación de doce ciudades en esa región de Anatolia. Eran las siguientes: Egas, Egiroesa, Grinio, Cila, Cime, Larisa, Mirina, Neontico, Notio, Pitane, Esmirna y Temno. En el siglo VII a. C. los eolios también se expandieron hacia el Tróade, fundando las ciudades de Gárgara, Aso, Antandro, Cebre, Escepsis, Neandrea y Pitia. Los aqueos del Peloponeso que siguieron a los hablantes de eolio participaron en el reasentamiento eolio. La tradición afirma que Orestes fue un instigador del traslado de los eolios, y la familia real de los Pentílides en Mitilene reclamó desdender de Orestes.

### Colonización jonia

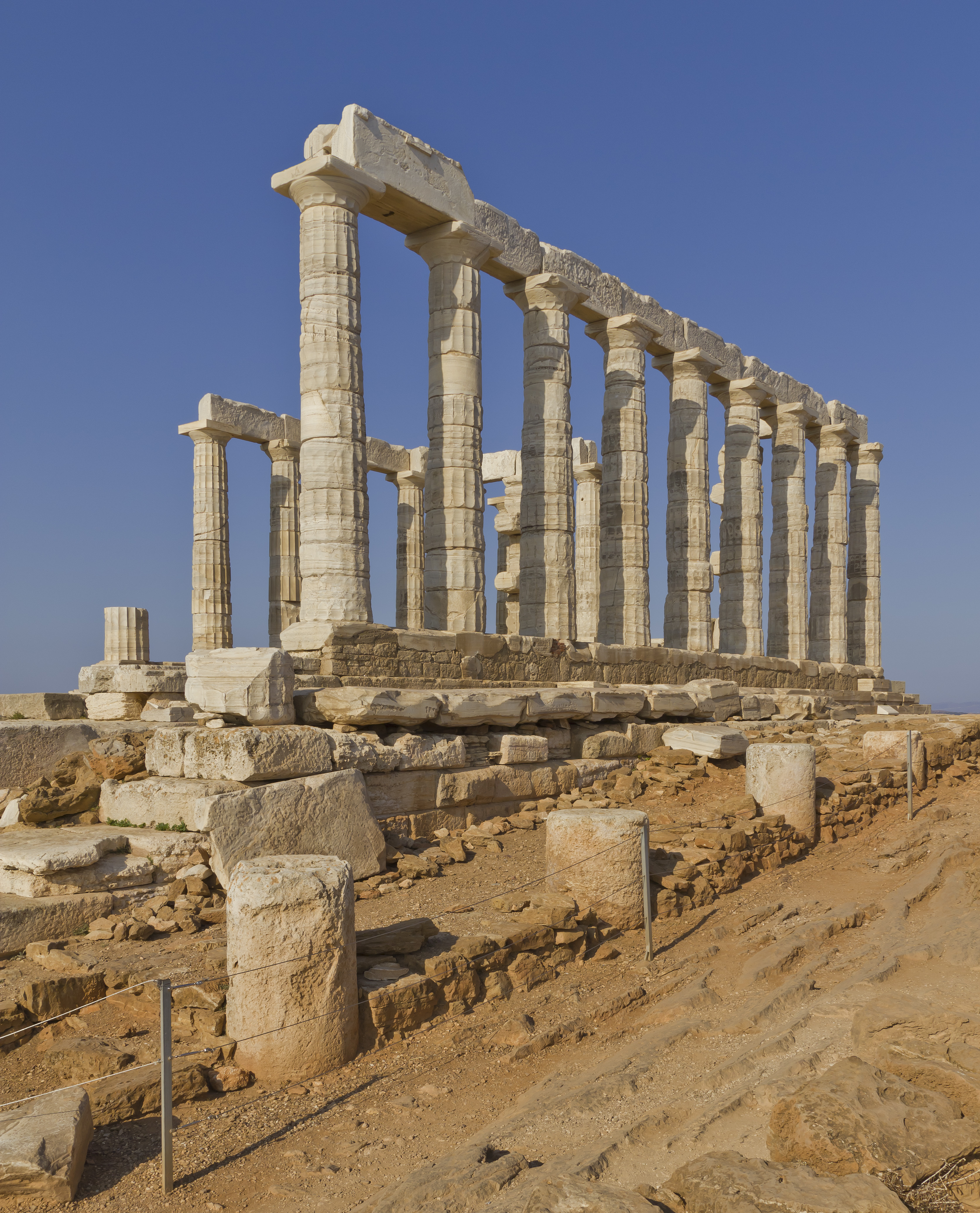
Templo de Poseidón en Sunio.

Los jonios, antes de la llegada de los dorios, vivían en el norte del Peloponeso, en Megáride, y en Ática. Tras la pérdida de sus territorios frente a los dorios y los aqueos de Argólida se trasladaron más al este y se asentaron en primer lugar en Eubea, desplazando a sus anteriores habitantes, los abantes. A mediados del siglo XI a. C. colonizaron las Cícladas del norte y, junto a los jonios de Ática, colonizaron las islas de Samos y Quíos y la sección central de Anatolia, que por ellos es llamada Jonia. Los jonios fundaron doce ciudades que mantuvieron lazos tribales y permanecieron unidas en un estado común, la Liga Jónica. Las ciudades de la liga eran Mileto, Miunte, Priene, Éfeso, Colofón, Lébedos, Teos, Clazómenas, Eritras, Focea y las islas estado Quíos y Samos. Su centro religioso terminó siendo un templo de Poseidón en la región de Mícala. Otras tribus como los aqueos del Peloponeso, los arcadios, los abantes, los minias de Orcómeno, los foceos y los molosos se establecieron separados de los jonios pero en la región de Jonia. Los abantes se establecieron en Quíos y precedieron a los jonios, que se establecieron más tarde. El asentamiento de los aqueos de Pilia está relacionado con el de Colofón, mientras que los aqueos de Argólida se establecieron en la región de Clazómenas. Se cree que las posteriores tradiciones de las ciudades jonias fueron debidas a que el líder de la migración fuera un descendiente de Codro, y su punto de partida parece haber sido Ática.

### Colonización doria

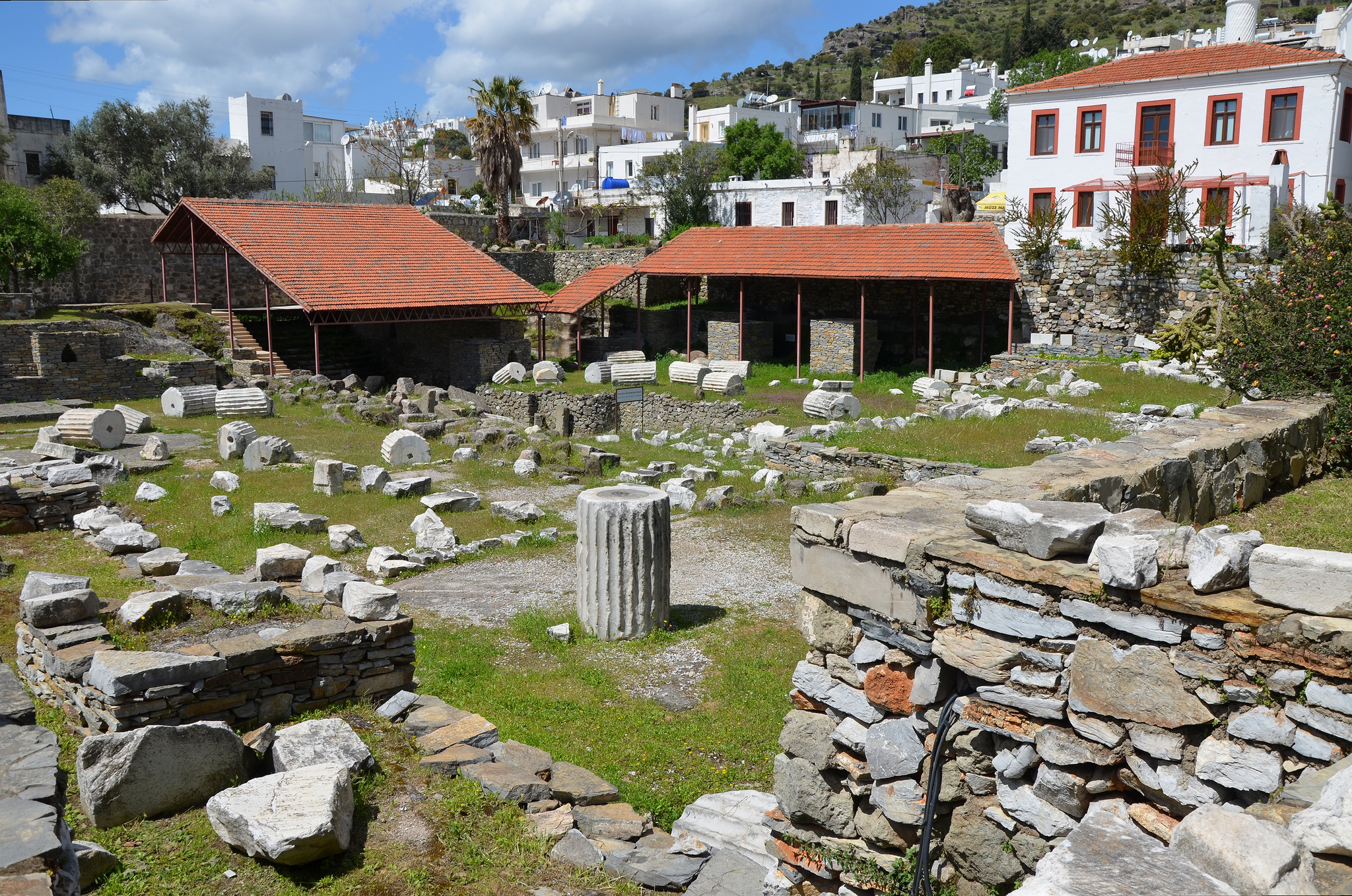
Ruinas del Mausoleo de Halicarnaso, una de las Siete Maravillas del Mundo Antiguo.

Los dorios que tomaron Argos y Corinto se expandieron gradualmente a través del norte del Peloponeso. Tras no conseguir capturar Ática, retrocedieron hacia el mar. Con los estados dóricos de Argólida como su punto de partida colonizaron Egina, el sur de las Cícladas, Chipre, Creta, el Dodecaneso y la costa suroeste de Anatolia. Compuestos de varios grupos de dorios de Trecén, colonizaron Halicarnaso; desde Epidauro, Cos; y, desde Argos, Rodas, Creta y las islas de las Cícladas. En los años posteriores los dorios de Laconia también se asentaron en Creta, en Tera (en la moderna Santorini), en Milos y en Cnido. Los colonos dorios de las regiones del Dodecaneso y suroeste de Anatolia se unieron en una forma de gobierno común, la Hexápolis, que abarcó las ciudades de Halicarnaso, Cnido, Lindos, Ialisos, Cameria y Cos. El centro de los dorios de Anatolia era el templo de Apolo en el promontorio de Triopion en Cnido. Más tarde a los halicarnasos se les prohibió participar en las ceremonias allí debido al sacrilegio de un deportista de la ciudad que no dedicó su trofeo a Apolo.